# Infermeria
La infermeria és la professió del camp de les ciències de la salut que es dedica a la cura dels individus, la família i la comunitat en totes les etapes del cicle vital i en els seus processos de desenvolupament.
En temps premoderns, les monges i els militars donaven serveis d'infermeria. Aquestes arrels religioses i militars encara es mantenen avui. Per exemple, al Regne Unit, les supervisores d'infermeria són anomenades "sisters", i en alemany, "infermera" és "Krankenschwester" (literalment, germana dels malalts). Florence Nightingale és vista com la fundadora de l'ofici d'infermeria modern, ja que va fer modificacions en les cures que es feien als ferits en la guerra de Crimea. Canvis com rentar la roba, donar menjar suficient i mantenir la higiene de les sales van modificar radicalment les expectatives de vida dels pacients. De totes maneres, algunes veus crítiques consideren que, per guanyar-se la simpatia dels cirurgians militars, va decidir portar a Crimea dones d'escassa cultura i que obeïen fidelment els metges, sense criteri propi, i que encara avui dia queden reminiscències d'aquesta manera d'actuar.
La infermeria és una professió altament feminitzada, amb un 85% de dones, tot i que en alguns serveis especials, el percentatge d'homes és més gran.

## Història de la infermeria
La història de la infermeria ha evolucionat simultàniament amb el concepte de salut - malaltia. Aquest darrer ha anat canviant amb el pas del temps i, ha donat pas als canvis en l'àmbit d'infermeria.
La història de la infermeria la podem diferenciar en 4 etapes, descrites per Collière en el seu llibre Promoure la vida, cadascuna de les quals té les seves característiques i els seus autors.

### Etapa domèstica de les cures
Generalment, abasta des de les primeres civilitzacions fins a la caiguda de l'imperi Romà. Aquesta etapa es caracteritza pel rol que adquireix la dona, que era l'encarregada de cuidar la llar i la família.

### Etapa vocacional de les cures
Aquesta etapa s'inicià al principi de l'edat mitjana i va durar fins a l'Edat Moderna. Durant aquest període la salut i la malaltia estaven estretament relacionades amb la divinitat. La dona seguia adoptant un rol de cuidadora. Degut a la creença religiosa providencial, bona part dels cuidats es basaven en oracions i consells morals.

### Etapa tècnica de les cures
A mitjans del segle xix va iniciar-se l'etapa tècnica de la història de la infermeria. Aquest fet va coincidir amb la separació de poders polítics i religiosos. El concepte de salut va evolucionar i, al ja no estar relacionat amb la divinitat, es va introduir una nova definició de la salut: l'absència de malaltia. En aquesta etapa les cures d'infermeria es basaven en l'atenció al pacient i la lluita contra la malaltia.
L'àmbit de la infermeria evolucionà molt ràpidament en aquesta etapa pel desenvolupament científic i tecnològic. L'evolució no fou únicament en l'àmbit científic sinó que també hi hagué canvis en l'educació i professionalització de la figura d'infermera. Per aquests motius, la infermeria va prosperar en resposta a la Primera i la Segona Guerra Mundial. Nova Zelanda va ser el primer país que va regular l'ofici en l'àmbit nacional, amb l'adopció de l'Acte de Registre d'Infermeres, el 12 de setembre de 1901.
En aquesta etapa apareix la mare de la infermeria moderna Florence Nightingale, que va aconsegueir professionalizar la infermeria. Es crearen escoles pròpies d'ATS i, l'any 1952, s'unificaren els estudis d'infermera, llevadora i practicant.

### Etapa professional de les cures
Avui en dia, infermeria és una professió amb àmbits d'actuació molt amplis, des d'atenció primària fins a hospitals, residències, sociosanitaris, escoles, ambulàncies, centres de treball o presons. Actualment, aquesta professió està immersa en un canvi molt important. La introducció d'especialitats i l'accés al grau (antigament llicenciatura), estudis de màster i doctorat modifiquen radicalment la professió obrint un nou camí per aquesta.
El rol dels professionals d'infermeria ha evolucionat molt, així com les competències infermeres són molt més nombroses i complexes. Els professionals d'infermeria treballen conjuntament amb facultatius i altres professionals de salut per poder millorar l'estat de salut de les persones.

## Infermeres rellevants
Durant la història d'infermeria hi ha hagut tota una sèrie d'infermeres que han aportat nous coneixements i teories que han ajudat avançar la professió d'infermeria. Algunes són molt conegudes com a Florence Nightingale o Virginia Hendersons i, altres no tan conegudes però molt importants per l'evolució de la professió.

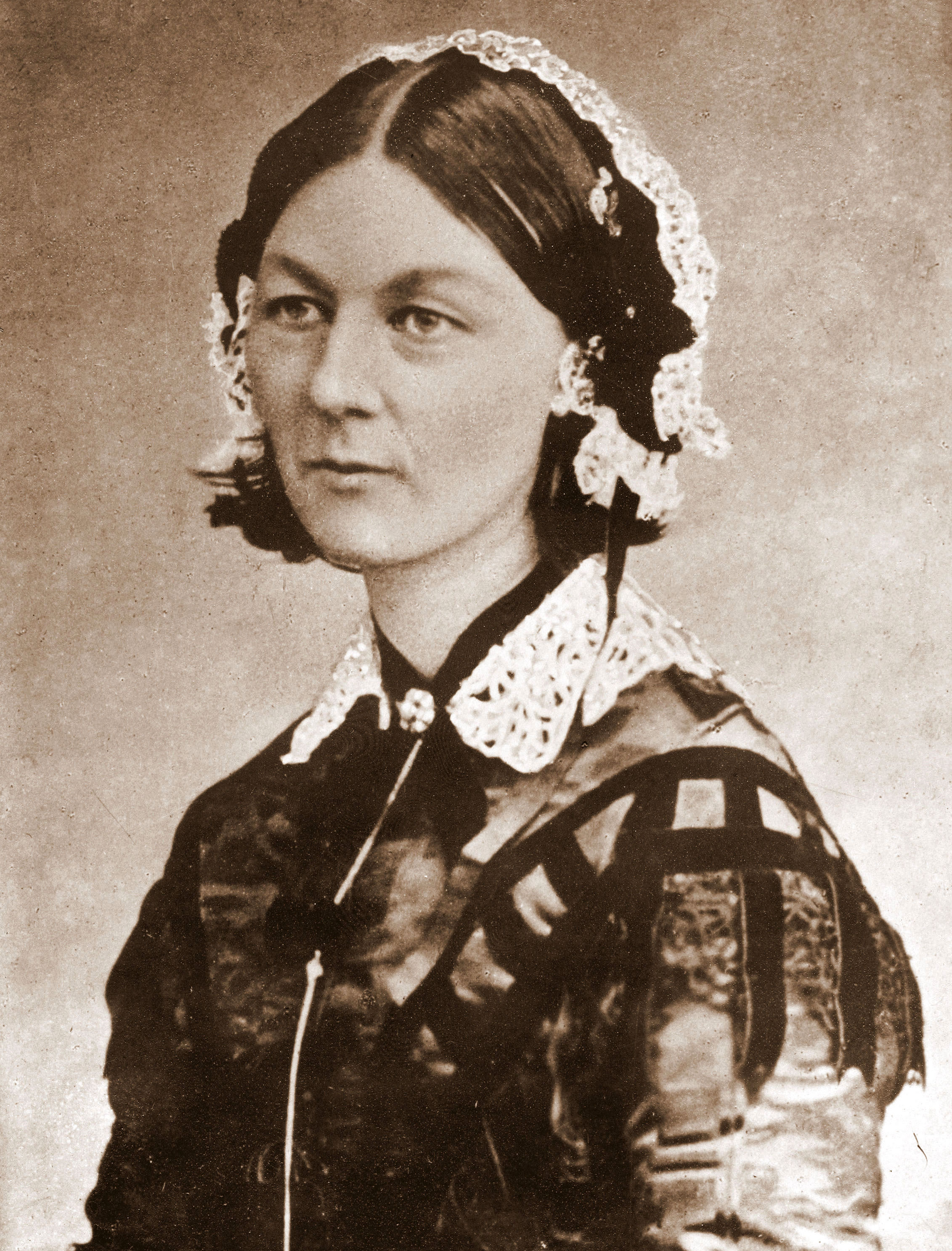
Florence Nightingale, mare de la infermeria moderna.

- Florence Nightingale: Considerada la mare de la infermeria moderna. Va donar a conèixer la teoria del medi ambient publicant l'any 1852 el llibre " Notas de enfermería". Totes les seves cures estaven basades en el control de l'entorn. Així doncs, va donar a conèixer tota una sèrie de factors ambientals que podien afectar positivament o negativament a la salut de les persones: ventilació, soroll, il·luminació, dieta, higiene i temperatura.
- Santa Marianne Cope: Va ser una monja franciscana que va obrir i dirigir alguns dels primers hospitals generals dels Estats Units. Va aplicar conceptes bàsics d'higiene als hospitals. Això, va donar pas al desenvolupament del sistema hospitalari dels Estats Units.
- Virginia Henderson: Coneguda pel seu model conceptual de les 14 necessitats bàsiques de la persona. Actualment, en molts hospitals, les cures d'infermeria es basen en la valoració de les 14 necessitats. Per exemple, alimentació, eliminació, són i descans, etc.
- Dorothea Orem: Va ser l'autora de la teoria general del dèficit d'autocuidat.
- Hildegard Peplau: Va donar a conèixer el model de les relacions interpersonals publicant el llibre Interpersonal Relations in Nursing l'any 1952.
- Callista Roy: Va donar a conèixer el model d'adaptació a través del llibre Introduction to Nursing: An Adaptation Model, 1976.
- Jean Watson: Autora de The Theory of Human Caring («Teoria dels cuidats humans») i dels factors curatius filosòfics l'any 1975.
- Madeleine Leininger: Va donar a conèixer la teoria de la diversitat i universalitat.
- Martha Rogers: Autora de la teoria dels éssers humans unitaris. Aquesta teoria diu que l'individu és molt més que la suma de totes les seves parts, un ésser pensant amb sentiments i idees.
- Ana Néri: Pionera de la infermeria al camp de batalla en el segle XIX.

## La infermeria generalista
L'infermer generalista, amb independència de la seva especialització, és el professional legalment habilitat, responsable dels seus actes professionals d'infermer, que ha adquirit els coneixements i aptituds suficients sobre el ser humà, els seus òrgans, les seves funcions biopsicosocials en estat de benestar i de malaltia, el mètode científic aplicable i les seves formes de mesurar-lo, valorar-lo i avaluar els fets científicament provats, així com l'anàlisi dels resultats obtinguts, auxiliant-se per a això dels mitjans i recursos clínics i tecnològics adequats, amb vista a detectar les necessitats, desequilibris i alteracions del ser humà, referit a la prevenció de la malaltia, la recuperació de la salut i la seva rehabilitació, reinserció social i/o ajuda a una mort digna.
La professió d'infermera engloba quatre esferes de treball:
- Assistència (la més coneguda)
- Educació
- Gestió
- Investigació

Un auxiliar d'infermeria (TCAI - Tècnic en Cures Auxiliars d'Infermeria) és un professional de la salut responsable de prestar al malalt i a la seva família cures bàsiques, directes i integrals, que requereixen coneixements i destreses generals menys complexes que els d'infermeria titulada, però que exigeixen també competència tècnica com aptituds en matèria de relacions humanes".

### Especialitats d'infermeria
- Infermeria Obstètrico-ginecològica
- Infermeria de Salut Mental
- Infermeria Geriàtrica
- Infermeria del Treball
- Infermeria de Cures Medicoquirúrgiques
- Infermeria Familiar i Comunitària
- Infermeria Escolar[6]
- Infermeria Pediàtrica[7]